# Обухов, Иван Васильевич
Иван Васильевич Обухов (1735—1795) — действительный тайный советник, камергер Высочайшего двора, один из пособников императрицы Екатерины II при её восшествии на престол.

## Биография
Родился 2 (13) июня 1735 года. (или в 1734 году). Принадлежал к древнему дворянскому роду Обуховых, восходящему к первой половине XVI столетия; сын помещика Синбирского и Нижегородского уездов Василия Ивановича Обухова (1673 — после 1748). 
С 1749 года служил в лейб-гвардии Измайловском полку. В 1762 году, в чине капитан-поручика, он принимал деятельное участие в государственном перевороте 28 июня и возведении Екатерины Алексеевны на престол, за что впоследствии был щедро награждён ею. Императрица Екатерины II причисляла Обухова к числу тех лиц, «которые по ревности для поспешения благополучия народного побудили самым делом ее Величества сердце милосердое к скорейшему принятию престола российского и к спасению, таким образом, нашего отечества от угрожавших оному бедствий», и поэтому она «соизволила указать ему в числе прочих «особливо знаки своего благоволения и милости». Обухов был пожалован в камергеры Высочайшего двора, награждён денежной суммой в 18000 рублей и пожалован в камер-юнкеры. Продолжал ли Обухов после 1762 года службу в Измайловском полку или в другом месте, неизвестно в точности.
В 1777 году был награждён орденом Св. Анны 1-й степени, а в 1789 года назначен действительным камергером Императорского двора с производством в тайные советники. В 1793 году, во время путешествия Екатерины II в Белоруссию, Обухов вместе с князем Иваном Васильевичем Несвицким был командирован в Могилёв для организации пребывания её там в течение пяти дней. За успешное выполнение возложенного на него поручения он был пожалован 22 сентября 1793 года орденом Св. Александра Невского. С 1 января 1795 года — действительный тайный советник.
Участвовал в Екатерининской комиссии для сочинения проекта «Нового Уложения».
Под конец жизни сблизился с великим князем Павлом Петровичем и иногда жил в Гатчине. Умер 30 апреля (11 мая) 1795 года (по сведениям «Родословного сборника русских дворянских фамилий» — 13 апреля). Похоронен на Лазаревском кладбище Александро-Невской лавры.

## Семья
Был женат на Анне Борисовне Бестужевой (1740—1805), единственной дочери богатого помещика Бориса Афанасьевича Бестужева. Их дети: Василий (1757—1813), Пётр (?—1838), Николай, Екатерина (в замужестве — Алеева).